# HMS Royal Oak (1674)
HMS Royal Oak – angielski (następnie brytyjski) XVII-wieczny okręt liniowy III rangi.

## Historia
"Royal Oak" został zbudowany pod kierunkiem szkutnika Jonasa Shisha w stoczni w Deptford w oparciu o poprzednio istniejący  "Royal Oak".
Zwodowany w 1674 "Royal Oak" nie zdążył już wziąć udziału w trzeciej wojnie angielsko-holenderskiej.
W 1690 "Royal Oak" został po raz pierwszy przebudowany w stoczni w Chatham.
Następnie okręt brał udział w wojnie o sukcesję hiszpańską, w której Anglia i jej koalicjanci starali się nie dopuścić do nadmiernego wzrostu potęgi Francji. 24 sierpnia 1704 roku w bitwie morskiej pod Malagą "Royal Oak" wchodził w skład centrum połączonej floty angielsko-holenderskiej, która odniosła strategiczne zwycięstwo nad flotą francusko-hiszpańską (bitwa była taktycznie nierozstrzygnięta, ale Francuzi wycofali się do Tulonu, a Anglicy umocnili swoje panowanie nad zdobytym niedawno Gibraltarem).
21 października 1707 roku "Royal Oak" wraz z czterema innymi okrętami Royal Navy ochraniał, składający się z kilkudziesięciu statków handlowych, konwój wiozący zaopatrzenie dla wojsk walczących w Hiszpanii. Eskadra angielska została zaatakowana i zniszczona w pobliżu przylądka Lizard przez przeważające siły francuskie, a jedynym ocalałym okrętem był "Royal Oak".
W 1713 roku "Royal Oak" został przebudowany po raz drugi w stoczni w Woolwich na podstawie wymagań standaryzacyjnych stworzonych przez Admiralicję w 1706 roku. Standaryzacja miała na celu obniżenie kosztów budowy i eksploatacji okrętów poprzez budowę statków o jednakowych parametrach.
11 sierpnia 1718 roku "Royal Oak" brał udział w zwycięskiej bitwie koło sycylijskiego przylądka Passero w ramach toczonej właśnie kolejnej wojnie przeciwko Hiszpanii.
W latach 1729–31 "Royal Oak" wchodził w skład brytyjskiej Floty Śródziemnomorskiej i pływał pod dowództwem kapitana (późniejszego admirała) Richarda Lestocka.
W 1737 roku "Royal Oak" został skierowany na kolejną przebudowę (na podstawie wymagań standaryzacyjnych Admiralicji z 1733 roku) do Plymouth, która zakończyła się w 1741.
Następnie "Royal Oak" ponownie stał się częścią sił brytyjskiej Floty Śródziemnomorskiej i brał udział w wojnie o sukcesję austriacką. 22 lutego 1744 "Royal Oak" był obecny składzie brytyjskiej floty, która poniosła strategiczną porażkę w bitwie pod Tulonem. Dowodzący niegdyś "Royal Oak" jako kapitan, obecnie wiceadmirał Richard Lestock i admirał Thomas Mathews zostali za to niepowodzenie postawieni przed sądem wojennym.
W 1756 roku "Royal Oak" został skreślony ze stanu floty i po rozbrojeniu zamieniony na hulk więzienny. Ostatecznie okręt został rozebrany w 1763 roku.